# Lebanon (Virgínia)
Lebanon és una població dels Estats Units a l'estat de Virgínia. Segons el cens del 2000 tenia 3.273 habitants.

## Demografia
Segons el cens del 2000, Lebanon tenia 3.273 habitants, 1.420 habitatges, i 886 famílies. La densitat de població era de 308,2 habitants per km².
Dels 1.420 habitatges en un 25,2% hi vivien nens de menys de 18 anys, en un 45,4% hi vivien parelles casades, en un 13,9% dones solteres, i en un 37,6% no eren unitats familiars. En el 35,4% dels habitatges hi vivien persones soles el 16,6% de les quals corresponia a persones de 65 anys o més que vivien soles. El nombre mitjà de persones vivint en cada habitatge era de 2,14 i el nombre mitjà de persones que vivien en cada família era de 2,76.
Per edats la població es repartia de la següent manera: un 19,8% tenia menys de 18 anys, un 9% entre 18 i 24, un 26,1% entre 25 i 44, un 25,3% de 45 a 60 i un 19,8% 65 anys o més.
L'edat mediana era de 41 anys. Per cada 100 dones de 18 o més anys hi havia 84,5 homes.
La renda mediana per habitatge era de 27.750$ i la renda mediana per família de 35.750$. Els homes tenien una renda mediana de 29.583$ mentre que les dones 23.989$. La renda per capita de la població era de 16.678$. Entorn del 15,3% de les famílies i el 20,6% de la població estaven per davall del llindar de pobresa.

## Poblacions més properes
El següent diagrama mostra les poblacions més properes.